# 安琪拉·琳德沃
安琪拉·琳德沃（英語：Angela Lindvall，1979年1月14日—）美國超級名模，她亦是高級內衣品牌《維多利亞的秘密》的模特兒。

## 模特兒生涯
2000年，安琪拉入選Vogue年度模特兒，但是另一名模Carmen Kass獲勝。她曾為Tommy Hifiger的內衣拍攝廣告照。她的模特兒公司是著名的IMG Agency。
她在2000年、2003年、2005年、2006、2007年及2008年的Victoria's Secret Fashion Show中走秀，並獲得好評如潮。因為她自創的貓步既獨特，又不失高貴及性感的味道，使觀眾一看難忘。可惜她一直都被安排在較差的位置，佩戴翅膀的次數亦只有兩次（2003年及2007年）。幸好她的地位在2007年的VS裡開始受到重視，因為她被安排在第四個segment中首位出場及佩戴翅膀。

## 個人生活
安琪拉的丈夫是潛水者William Edwards，他們有兩個兒子，William Dakota（2002年出生），Sebastian（2005年出生）。她曾和男演員比利·贊恩約會。
| 前任： TBA 吉賽兒·邦臣 | 超級名模世界排名歷年第一位 1998-2000 2001-2002 | 繼任： 吉賽兒·邦臣 嘉露蓮娜·庫高娃 |